# Обњинск
Обнинск (рус. Обнинск) град је у Русији у Калушкој области. Према попису становништва из 2010. у граду је живело 104.798 становника.
Овај град је један од најважнијих градова изграђених за научнике у Русији. Први нуклеарни реактор који је у већој мери производио електричну енергију отворен је у Обнинску 27. јуна 1954. Град је био и тренинг центар за посаду прве руске нуклеарне подморнице. Данас у граду постоји дванаест истраживачких института: главне сфере истраживања су нуклеарна енергија, радиологија, метеорологија.

## Становништво
Према прелиминарним подацима са пописа, у граду је 2010. живело 104.798 становника, 908 (0,86%) мање него 2002.
| 1959.  | 1970.  | 1979.  | 1989.   | 2002.   | 2010.   |
| ------ | ------ | ------ | ------- | ------- | ------- |
| 16.334 | 48.641 | 73.402 | 100.178 | 105.706 | 104.798 |

## Партнерски градови
- Тираспољ